# 大阪電気通信大学短期大学部
大阪電気通信大学短期大学部（おおさかでんきつうしんだいがくたんきだいがくぶ、英語: Osaka Electro-Communication Junior College）は、大阪府寝屋川市初町18-8に本部を置いていた日本の私立大学である。1958年に設置され、2008年に廃止された。大学の略称は電短。

## 概要

### 大学全体
- 大阪府寝屋川市に所在した日本の私立短期大学で、設置主体は学校法人大阪電気通信大学[1]。
- 1958年に大阪電気通信短期大学として開学[注 2]。大阪電気通信大学に先駆けて開学しその後は併設型の短大として学生募集を行ってきた。設置学科は1つのみ。
- 2006年度の入学生を最後に[注釈 2]、2008年に短期大学としての使命を終える[4]。

### 教育および研究
- 開学当初は、全国で初めて電子工学科をもつ私立短大として注目を浴びていた。平成に入ってからは、電子情報学科に改組。

### 学風および特色
- 大学への編入学者は私学理工系短大No.1の実績を誇るといわれていた。
- 当初は、勤労の傍らで学業に勤しむ人々に大学教育を開放すべく、夜間部を置いていた。

## 沿革
- 1941年
  - 3月 東亜電気通信工学校が創設する[5]。
- 1943年
  - 3月17日 東亜電気通信工業学校の設置が認可される[6]。
- 1951年
  - 2月19日 学校法人が成立する[7]。
- 1958年
  - 1月10日 左記を以て文部省[注 3]より短期大学の設置が認可される[8][9]。
  - 4月1日 大阪電気通信短期大学（おおさかでんきつうしんたんきだいがく）として以下の学科体制にて開学[10]。
    - 電子工学科 入学定員80名

  - 5月1日 学生数[11]/定員
    - 電子工学科 87[注釈 3]/80
- 1959年
  - 4月1日 電子工学科に第二部課程を設置し、以下の体制に整備される[注 4]。
    - 電子工学科
      - 第一部 入学定員80名
      - 第二部 入学定員80名

  - 5月1日 学生数[14]/定員
    - 電子工学科 
      - 第一部 183[注釈 4]/160
      - 第二部 80[注釈 5]/80
- 1962年
  - 4月1日 大阪電気通信大学短期大学部と改称[15]。
- 1962年
  - 5月1日 学生数[16]/定員
    - 電子工学科 
      - 第一部 300[注釈 3]/160
      - 第二部 217[注釈 5]/160
- 1971年
  - 4月1日 第二部に初めての女子学生が在籍。
  - 5月1日 学生数[17]/定員
    -       - 第一部 375[注釈 4]/160
      - 第二部 259[注 5]/160
- 1973年
  - 9月14日 設置者を以下の通り変更される[18]。
    - 学校法人大阪電気通信学園→大阪電気通信大学
- 1983年
  - 4月1日 電子工学科第二部の修業年限を2年6か月から2年に短縮される[注 6]。
- 1985年
  - 5月1日 学生数[23]/定員
    - 電子工学科 
      - 第一部 289[注 7]/160
      - 第二部 351[注釈 6]/160
- 1986年
  - 4月1日 入学定員増を以下の通り行う[注 8]。
    - 電子工学科
      - 第一部 80→160
      - 第二部 80→150

  - 5月1日 学生数[28]/定員
    - 電子工学科 
      - 第一部 316[注釈 7]/240
      - 第二部 356[注 9]/230
- 1987年
  - 5月1日 学生数[29]/定員
    - 電子工学科 
      - 第一部 363[注釈 7]/320
      - 第二部 373[注釈 8]/300
- 1990年
  - 4月1日 電子工学科を電子情報学科に改称[30]。
  - 5月1日 学生数[31]/定員
    - 第一部
      - 電子情報学科 180[注 10]/160
        - 電子工学科 181[注 11]/160

    - 第二部
      - 電子情報学科 169[注釈 8]/150
        - 電子工学科 215[注釈 6]/150
- 1991年
  - 4月1日 電子情報学科第一部の入学定員を160→240に増員[注 12]。
  - 5月1日 学生数[36]/定員
    - 第一部
      - 電子情報学科 459[注 13]/400
        - 電子工学科 21[注釈 5]/-

    - 第二部
      - 電子情報学科 320[注 14]/300
        - 電子工学科 51[注釈 4]/-
- 1992年
  - 5月1日 学生数[注 15]/定員
    - 第一部
      - 電子情報学科 572[注 16]/480
        - 電子工学科 4[注釈 5]/-

    - 第二部
      - 電子情報学科 367[注 17]/300
        - 電子工学科 7[注釈 5]/-
- 1995年
  - 4月1日 専攻科の設置が認められ、以下の課程を設ける[注 18]。
    - 電子情報工学専攻 入学定員20名[41]
- 1997年
  - 4月1日 以下については、この年度で学生募集を最終とする[注 19]。
    - 電子情報学科第二部

  - 5月1日 学生数[44]/定員
    - 電子情報学科 
      - 第一部 670[注 20]/480
      - 第二部 379[注 21]/300
- 1998年
  - 5月1日 学生数[45]/定員
    - 電子情報学科 
      - 第一部 601[注 22]/480
      - 第二部 175[注釈 5]/150
- 1999年
  - 5月1日 学生数[46]/定員
    - 電子情報学科 
      - 第一部 580[注 23]/480
      - 第二部 34[注釈 5]/-
- 2000年
  - 4月1日 電子情報学科第一部の入学定員を240→180に減員[注 24]。
- 2002年
  - 4月1日 電子情報学科第一部を電子情報学科に改称[50]。
  - 7月30日 以下については左記をもって正式に廃止とする[51]。
    - 電子情報学科第二部
- 2003年
  - 4月1日 電子情報学科の入学定員を160→80に減員[51]。
- 2006年
  - 4月1日 この年度で短期大学としての学生募集を最終とする[注釈 2]。
- 2008年
  - 9月22日 左記をもって正式に廃止となる[4]。

## 基礎データ

### 所在地
- 大阪府寝屋川市初町18-8[注釈 1]

### 象徴
- カレッジマークは右記資料にあり[52]。

## 教育および研究

### 組織

#### 学科
- 電子情報学科
  - 第一部 入学定員80名[注 25]
  - 第二部 入学定員150名[注 26]

#### 専攻科
- 電子情報工学専攻 入学定員20名[注 27]

#### 別科
- なし

#### 取得資格について
- 教職課程として中学校教諭二種免許状（技術）：電子情報学科（第一部[56]・第二部[57]）

### 研究
- 『大阪電気通信短期大学研究論集. 人文・社会科学』[58]

## 大学関係者と組織

### 大学関係者組織
- 大阪電気通信大学短期大学部の同窓会は「友電会」と称する。

### 大学関係者一覧

#### 大学関係者
- 田崎秀夫 - 2代目学長
- 菅田榮治 - 3代目学長

## 施設

### キャンパス
- キャンパスは、大学と共同使用。

### 寮
- 特になし。

## 対外関係

### 系列校
- 大阪電気通信大学
- 大阪電気通信大学高等学校

## 卒業後の進路について

### 編入学・進学実績
- 電子情報学科第一部・第二部：系列の大阪電気通信大学ほか茨城大学・埼玉大学・千葉大学・新潟大学・富山大学・京都工芸繊維大学・大阪女子大学・奈良女子大学・和歌山大学・島根大学・高知大学・広島市立大学・日本工業大学・帝京平成大学・工学院大学・産業能率大学・新潟経営大学・金沢工業大学・福井工業大学・中部大学・日本福祉大学・名城大学・京都学園大学・京都産業大学・大阪工業大学・大阪産業大学・関西大学・近畿大学・四天王寺大学・摂南大学・甲子園大学・甲南大学・流通科学大学・兵庫大学・高野山大学・広島電機大学・徳島文理大学・九州東海大学・南九州大学などがある[59]